# خانه مالکی‌پور
خانه مالکی پور مربوط به اواخر دوره قاجار -اوایل دوره پهلوی است و در اصفهان، خیابان حکیم، کوچه حکیم داوود، بن‌بست غفوری واقع شده و این اثر در تاریخ ۱۷ اسفند ۱۳۸۱ با شمارهٔ ثبت ۷۶۵۷ به‌عنوان یکی از آثار ملی ایران به ثبت رسیده است.